# Јулијана Радивојевић
Јулијана Радивојевић (Вршац, 6. јануар 1798 — 1837) била је српска песникиња и једна од ретких српских књижевница у првој половини 19. века.

## Биографија
Рођена је у Вршцу 1798. године у грађанској породици. По Вурцбаховом биографском лексикону година рођења је другачија: 2. фебруар 1794. или 1799. година? Мајка јој је била Сара Нако, а отац Јован Вијатовић, истакнути припадник српског грађанства у Вршцу, саветник магистрата и надзорник српских школа. Као дете од 11 година остала је без родитеља, па ју је одгајио ујак Александар Нако, који је живео у Бечу. Године проведене у Бечу, учиниле су да Јулијана у потпуности заборави свој матерњи, српски језик.
Након свог боравка у Бечу и одрастања, кренувши назад у родни Вршац преко Пеште, 1820. године на путу упознаје упознаје Макса Радивојевића, кројачког мајстора мушког одела, са којим исте године ступа у брак. Живели су у Пешти и ту се она упознала са српском књижевношћу и националном историјом.

## Дела
Јулијана је најпознатија по томе што је уредила мали алманах "Талиа", које је објављен у Пешти 1829. године. Она је била прва жена која је радила на неком књижевном алманаху на српском језику. Испред ње се јавља као књижевница само Еустахија от Арсић из Арада. Такође је објавила спис "Добар савет за српске кћери", настао по Еберсберговом раду "Пријатељски савет за зрелију женску младеж". Остало је и нешто рукописа са њеним песмама; 14 табака папира.
Јулијана је била самоука српска књижевница. Сусрела се 1832. године са чешким књижевником Јаном Коларом, који је забележио њене биографске податке.
Као претплатници Бранковићеве књиге о космосу јављају се у Пешти 1828. године супружници Радивојевићи. У списку пренумераната једне српске књиге 1829. године, види се да је исту наручила у Панчеву, као госпођа "Јулиа Радивојевић списатељица Српска". Као купац српске књиге среће се та "српска списатељица" и 1840. године у Пешти.
О њеном животу и делима књижевности се врло мало зна. По Милораду Павићу, умрла је после 1837. године.